# 代数的構造
数学において代数的構造（だいすうてきこうぞう、algebraic structure）とは、集合に定まっている算法（演算ともいう）や作用によって決まる構造のことである。代数的構造の概念は、数学全体を少数の概念のみを用いて見通しよく記述するためにブルバキによって導入された。
また、代数的構造を持つ集合は代数系（だいすうけい、algebraic system）であるといわれる。すなわち、代数系というのは、集合 A とそこでの算法（演算の規則）の族 R の組 (A, R) のことを指す。逆に、具体的なさまざまな代数系から、それらが共通してもつ原理的な性質を抽出して抽象化・公理化したものが、代数的構造と呼ばれるのである。
なお、分野（あるいは人）によっては代数系そのもの、あるいは代数系のもつ算法族のことを代数的構造とよぶこともあるようである。 後者は、代数系の代数構造とも呼ばれる。
現代では、代数学とは代数系を研究する学問のことであると捉えられている。

## 代数的構造の例
- 一つの演算によって決まる代数的構造[注 1]
  - マグマ: 一つの二項演算の定義された集合。
    - 準群: a × x = b、y × a = b であるような x と y が一意に決まるマグマ
    - ループ: 単位元 e を持つ準群。任意の元が左および右逆元を持つマグマとも言える。
    - 半群: 結合法則を満たすマグマ
    - モノイド: 単位元を持つ半群
    - 群: 任意の元が逆元を持つモノイド、もしくは結合法則を満たすループ
    - アーベル群: 可換な群

|            | 単位律 | 可逆律 | 結合律 | 消約律 | 可換律 |
| ---------- | ------ | ------ | ------ | ------ | ------ |
| 準群       | ×      | ×      | ×      | ○      | ×      |
| ループ     | ○      | △      | ×      | ○      | ×      |
| 半群       | ×      | ×      | ○      | ×      | ×      |
| モノイド   | ○      | ×      | ○      | ×      | ×      |
| 群         | ○      | ○      | ○      | ○      | ×      |
| アーベル群 | ○      | ○      | ○      | ○      | ○      |

- 二つの演算によって決まる代数的構造
  - 環: 加法に関してアーベル群であり、乗法に関して半群（またはモノイド）であり、分配法則を満たす。
  - 体: 0 でない元が乗法に関して群（またはアーベル群）をなす環
- 演算と作用によって決まる構造
  - 環上の加群: 環の作用するアーベル群
  - ベクトル空間: 体上の加群
    - 算法や二項演算の項に記す通り、加群やベクトル空間などにいて環や体が与える外部的な作用も適当な方法で内部的な 1 項算法（単項算法）と捉えなおすことができるので、加群やベクトル空間やほかにも同様に作用域を持つ構造である多元環などが、群や環と同様のもの（多くの演算によって決まる構造）として統一的に論ずることもできる。
- さらに複雑なもの
  - 代数（多元環）: 乗法の定義された加群やベクトル空間
  - 結合代数: 乗法が結合法則を満たす代数
  - 可換代数: 乗法が可換な結合代数
  - 束: 二つの演算が定義されている集合で、演算が冪等で可換で結合的で簡約律（吸収律）を満たすもの。これは順序的構造から定義することもできる。

一般的な代数的構造は普遍代数という数学の分野で研究される。代数的構造はまた、ほかの構造に加えて定義されることもある。位相構造をもつ位相群、位相線型空間、リー群はそのような例である。
どの構造も、それぞれに固有の準同型（構造を保つ写像）の概念を持っている。このことを使って、それぞれの構造を満たすもの全体の圏を考えることができる。

## 構造の類と種
代数系 (A, R) と (B, S) とは、それぞれの代数構造（算法族） R と S とが項数を込めて等しいか同一視できるとき、同類であるという（項数については算法の項参照）。
例えば群は、積だけを算法とする代数系とみなせば半群と同類であるが、各元にその逆元を対応させる写像も群の（単項の）算法に含めて考えると、半群とは同類ではない。
そして群をそのように半群と同類でない代数系として定義する方が、代数系の論としては正当で、理論上も便利なことがある（群論参照）。
また、環を加法と乗法を算法とする代数系とみなし、束を結びと交わりを算法とする代数系とみなせば、加法 x + y と結び x ∨ y 、乗法 x × y と交わり x ∧ y とを同一視することによって、この両者は同類の代数系となる。
しかし、環における加法・乗法と束における結び・交わりとは、異なる法則に従う。
例えば、環での加法・乗法は分配律 x × (y + z) = (x × y) + (x × z) に従うが、束での結び・交わりは必ずしも分配律 x ∧ (y ∨ z) = (x ∧ y) ∨ (x ∧ z) には従わない。
また、束での交わり・結びは冪等律 x ∧ x = x, x ∨ x = x に従うが、環での加法・乗法は冪等律 x × x = x, x + x = x に必ずしも従わない。
そこで、同類の代数系をさらに「それらの算法がどういう法則に従うか」によって分類して種に分けて、それぞれの種に属す代数系をまとめて抽象化して論ずるのが普通である。
歴史的には、半群・群・環・多元環・体・束などはそうやって出来た抽象概念である。

## 重要な概念
代数系についての基本概念には以下の2つがある。
- 代数系の部分代数系（部分系）: もとの代数系の部分集合で、もとの構造の制限を構造として伴うもの。
- 同種の代数系の間の準同型写像（準写）: 定義域上の演算の後に写像した値と、写像した後に値域上の演算を行って得た値が一致する写像。

代数学の一分科である線型代数学に例をとれば、線型空間が研究対象とする代数系に当たり、線型部分空間が部分系に当たり、線型写像が代数系間の準写に当たる。
代数系についての副次的概念には、生成系・直積（直和）・商・拡大・普遍性・表現などがある。

## 算法の全域性・局所性
実数すべてから成る集合とそこでの四則（加減乗除の算法、すなわち足し算・引き算・掛け算・割り算）との組は、典型的な代数系である。
この例では、足し算・引き算・掛け算は任意の二つの数の組について実行可能であるが、割り算は、0での割り算ができないという意味で局所的（あるいは非全域的）である。
代数系の算法には一般には、こういうような局所的（あるいは非全域的）算法も含まれる。
たとえば行列の足し算・掛け算も、あらゆるサイズの行列から成る集合での算法とみなせば、局所的である。
こういう局所的算法を含む代数系の理論は複雑であるので、数学の分野では避けられる傾向がある。たとえば行列の足し算・掛け算も、数学者の間でさえ、上記のような意味での局所的算法と捉えて説明されることは稀である。また、上記の実数と四則とから成る代数系は体の典型であるが、体の概念も環の概念も、局所的算法である除法を用いないで説明するのが通例である。
一方で、数理論理学では、研究対象として形式言語を代数系の一種と捉えるが、形式言語における算法は局所的のものが一般的である。たとえば、述語論理学における形式言語である述語言語（論理式と項とから成る）では、論理記号 ∧, ∨, ￢, ⇒, ∀x, ∃x は論理式に対してのみ実行可能な局所算法を表し、関数記号や述語記号は、項のみに対して実行可能な局所算法を表すと解される。
また、推論規則も局所的算法と解される。たとえば三段論法は、二つの論理式 A と A ⇒ B とから第三の論理式 B を導き出す推論規則であるが、これは、第二の論理式が A ⇒ B という特別な形のときだけ実行可能な局所算法と解される。